# Karl Alwin
Karl Alwin (Königsberg, 1891 – Città del Messico, 1945) è stato un direttore d'orchestra tedesco.
Ha studiato musica a Berlino con Engelbert Humperdinck. Nel 1906 debutta al Wiener Staatsoper dirigendo Carmen, nel 1913 ha diretto a Halle (Saale), nel 1914 a Poznań, dal 1915 al 1917 a Düsseldorf e fino al 1920 in Amburgo.
Marito della cantante lirica Elisabeth Schumann, fu direttore dell'Opera di Vienna dal 1920 al 1938 in 609 recite e successivamente del Teatro di Città del Messico.
Nel 1922 dirige Tiefland di Eugen d'Albert con Elisabeth Schumann a Vienna.
Al Festival di Salisburgo nel 1922 dirige Don Giovanni e Così fan tutte.
A Vienna diresse 75 recite di Rigoletto e 74 di Un ballo in maschera, nel 1926 Turandot con Lotte Lehmann e Mária Németh e nel 1937 Pagliacci con la Schumann.
Al Royal Opera House, Covent Garden di Londra nel 1924 dirige Ariadne auf Naxos con la Schumann.